# El pequeño peregrino
El peregrino (화엄경) es una novela del escritor surcoreano Ko Un. Está basada en el personaje Sudhana del 
Avatamsaka Sutra, y la narrativa consiste en 53 encuentros entre el chico y varios profesores. Los capítulos se empezaron a publicar en 1969, y la obra completa se publicó por primera vez en forma de libro den 1991. Se publicó en inglés en 2005.

## Argumento
Parallax Press describe el libro así:
Del autor más venerado de Corea viene el cuento de la búsqueda de la iluminación por un pequeño chico. Siguiendo de forma libre el último capítulo de Avatamsaka sutra, El pequeño peregrino cuenta el heroico viaje de Sudhana, que termina siendo una gran aventura. Durante el camino se encuentra con cincuenta y tres profesores (incluyendo hombres, mujeres, niños, animales y seres divinos) mientras viaja por montañas, valles, desiertos y bosques en búsqueda de la verdad. Un cuento espiritual sobre la tradición de Siddhartha.

## Estilo
Aunque se dice que es una novela, muchos críticos han apuntado que no es exactamente así. Aunque es una obra de ficción, no es una novela en el sentido de tener narrativa o coherencia. En vez de eso es una presentación de materiales sin relación más que por una filosofía subyacente.

## Recepción
El libro tuvo su reseña en Publishers Weekly de 2005: «La prosa traducida del coreano por An Sonjae y Kim Young-moo tiene algunas descripciones realmente bellas y otras menos creíbles. A pesar de los impresionantes credenciales del autor, esta puede ser una historia difícil para los más ardientes seguidores del budismo y el resto de lectores».